# رامي عطا الله
رامي عطا الله (5 أبريل 1988 -) هو عازف بيانو وملحِّن وموزِّع موسيقي مصري، وأحد أعضاء فريق كايرو ستيبس، وحفيد الموسيقي المصري لبيب حنين، قام عطا الله بتلحين ما يزيد علي 50 مقطوعة، كما كتب التوزيع الموسيقي لعشرات الأغاني والمقطوعات.

## المولد والنشأة
ولد رامي عطا الله في 1988 لعائلة ذات خلفية موسيقية بالقاهرة، وجده لوالدته هو عازف الدرامز وموسيقي الجاز المصري لبيب حنين، تخرج عطا الله من كلية الهندسة جامعة حلوان وكان من أوائل قسم هندسة القوى الميكانيكية على مستوى الجامعة، لكنه قرر ترك الهندسة واحتراف الموسيقى.

## الخلفية الموسيقية
درس عطا الله موسيقى بيانو الجاز على يد رشاد فهيم كما درس الموسيقى الكلاسيكية مع إيليديه دِلّو سترولجو من إيطاليا، حصل على الشهادة الدولية في الپيانو ونظريات الموسيقى من جامعة ترينيتي بلندن كما حصل أيضاً على منحة من الحكومة الفرنسية للدراسة بمدرسة الچاز والموسيقى المعاصرة (Le CIM) في باريس، فرنسا، للعام 2016 - 2017 وأصبح من أصغر عازفي موسيقى الجاز في مصر. تأثر عطا الله بالموسيقى الفرنسية واللاتينية خاصةً الموسيقى البرازيلية.

## العمل الموسيقي
.استطاع رامي عطا الله تلحين وتوزيع ما يزيد عن 50 مقطوعة، وأصدر ألبومه الأول «شكرًا جازيلًا» عام 2014، وأصدر الثاني «A Conversation (بالعربية: محادثة)» في 2015 مع نهى فكري، قام عطا الله بالإضافة إلى ذلك بالعزف مع الكثير من الموسيقيين المعروفين مثل لينا شاماميان وتانيا صالح وباسم درويش، وحازم شاهين وغيرهم. قام عطا الله بالعزف في أكثر من 20 مهرجان دولي للموسيقى في أنحاء العالم في فرنسا وإيطاليا وليتوانيا والمغرب وتونس والأردن وألمانيا وغيرهم.
عمل عطا الله مع شبكات إم بي سي والجزيرة الإعلاميتين لإنتاج أعمال لقنوات الجزيرة للأطفال وإم بي سي 3، كما استطاع في 2013 إخراج فيديو عن تطور الموسيقى منذ 1920 مع الأمم المتحدة. عمل رامي عطا الله مع فرق موسيقية مثل كايرو ستيبس، The riff band (بالعربية: فرقة الجرف)، Jazz Trio (بالعربية: الجاز الثلاثي) وlos compadres (بالعربية: الرفاق)، كما أنه مؤسس مجموعة رامي عطا الله الموسيقية.

## وصلات خارجية
يوتيوب | لقاء رامي عطا الله مع قناة دي إم سي.